# Мешко, Оксана Яковлевна
Оксана Яковлевна Мешко (1905—1991) — советский диссидент, в конце 1970-х годов фактическая руководительница Украинской Хельсинкской группы. Политзаключённая.

## Биография
Родилась 30 января 1905 года в селе Старые Санжары Полтавской губернии в большой крестьянской семье, которая впоследствии оставила земледельческий труд и перешла к предпринимательству (есть упоминания, что отец, Яков Мешко, имел собственный кирпичный завод). Мать Оксаны Мария приходилась младшей сестрой видному украинскому эсеру Александру Янко (1879—1938).
В 1920 или 1921 году лишилась отца, который был расстрелян большевиками (по одним данным — в Харькове как заложник за невыполнение волостью норм продразвёрстки, по другим — в родном селе). 17-летний брат Оксаны Евгений присоединился к повстанцам Ивана Беленького (небольшевистское левое движение) и вскоре погиб.
Перебравшись в Днепропетровск, Оксана поступила в 1927 году на химический факультет Института народного образования. Во время учёбы (1930) вышла замуж за преподавателя института Фёдора Сергиенко, бывшего члена партии эсеров-боротьбистов (арестовывался в 1925 г.). Во время учёбы несколько раз исключалась из института «за соцпроисхождение», однако добивалась восстановления; в комсомол не вступала. Окончила институт в 1931 году.
В 1935 году муж Оксаны Фёдор Сергиенко был повторно арестован, спустя год освобожден, но вынужден был выехать с территории Украины. В 1936 году арестован дядя Оксаны Александр Янко; репрессированы другие члены семьи — другой дядя Дмитрий Янко, двоюродный брат Евгений. Сама она как родственница врагов народа была уволена с должности младшего научного сотрудника химлаборатории Научно-исследовательского института зерна. С двумя сыновьями выехала в Тамбов к осевшему там мужу, где их и застала война. Старший сын, Евгений, погиб в 1941 году во время немецкой бомбардировки. В 1944 году вернулась в Днепропетровск к матери. В 1946 году из Ровенской области приехала сестра Вера, сын которой Василий во время войны попал в немецкий плен, откуда бежал и погиб в рядах УПА. Вскоре Вера была арестована по доносу, Оксана добивалась её освобождения и 19 февраля 1947 года сама была арестована в Киеве. После семимесячного следствия Вера и Оксана были осуждены к 10 годам заключения по обвинению в подготовке покушения на первого секретаря ЦК КП Украины Хрущёва.
Срок отбывала в лагерях в Ухте (Коми АССР), под Иркутском. Лагерный опыт впоследствии описала в книге «Между смертью и жизнью» (укр. Між смертю і життям). В 1954 году комиссована как больная, переведена в ссылку. В 1956 году реабилитирована, получила паспорт и смогла вернуться в Киев, где проживала с младшим сыном — Александром (Олесем) Сергиенко.
С середины 1960-х годов Олесь Сергиенко (р. 1932) принимал участие в неформальных диспутах во вопросам украинского языка и культуры, участвовал в протестных акциях. 13 января 1972 года он был арестован (в те же дни были арестованы Иван Светличный, Вячеслав Чорновил, Евгений Сверстюк и мн. др.) и 23 июня 1972 года приговорен Киевским облсудом к 7 годам лишения и 3 годам ссылки по ст. ст. 62 ч. 1 УК УССР («антисоветская агитация и пропаганда»). Сама Оксана Мешко в это время также неоднократно подвергалась задержаниям, вызовам в КГБ, допросам и обыскам.
Пытаясь защитить сына, Оксана Яковлевна много времени проводила в Москве, где сблизилась, в частности, с Ниной Буковской — матерью политзаключённого Владимира Буковского. Через московских диссидентов познакомилась с Николаем Руденко — и по его приглашению вошла в состав основанной 9 ноября 1976 года Украинской общественной группы содействия выполнению Хельсинкских соглашений (Украинская Хельсинкская группа).
За первые два года деятельности УХГ у О. Мешко было девять обысков; несколько раз перекапывали огород возле её дома. В доме напротив был устроен наблюдательный пункт с аппаратурой ночного видения. Как минимум один раз на пожилую женщину совершили вооруженное нападение. Несмотря на давление со стороны советских органов, Оксана Мешко участвовала в регулярном выпуске и публикации через заграничные радиостанции многочисленных меморандумов, информационных бюллетеней и заявлений УХГ. Её роль в группе возрастала по мере арестов основателей УХГ (всего из 41 члена УХГ арестовано было 24, пятеро погибли). В 1979 году члены УХГ О. Мешко, Нина Строкатая и Ирина Сеник обнародовали документ «Ляментація» («Плач»), посвященный фабрикации уголовных дел против диссидентов, многочисленным фактам «эскалации государственного террора и клеветы против участников правозащитного движения в Украине». Летом 1980 года Мешко два с половиной месяца провела на принудительном «обследовании» в киевской психиатрической больнице им. Павлова.
14 октября 1980 года арестована, подвергалась допросам и повторной «судебно-медицинской экспертизе» в психбольнице. 6 января 1981 года Киевским горсудом приговорена по ст. 62 ч.1 УК УССР к 6 месяцам заключения в исправительно-трудовой колонии и 5 годам ссылки. По этапу, который длился 108 дней, 76-летняя женщина была доставлена в поселок Аян Хабаровского края, где к тому времени заканчивал отбывать свою ссылку её сын Олесь. По настоянию матери Олесь затем вернулся на Украину, где его ждала больная жена и сын-третьеклассник.

Я не давала воли своей печали и своему пессимизму. Я по натуре не пессимист, однако в этих условиях можно сойти с ума. Но я каждый раз мобилизовала себя на прогулку, на работу, на молитву. Я верю, что молитва и обращение к Богу помогли мне отбыть эту страшную неволю. — О. Мешко, В. Скрипка. Свідчу. — с. 40.
Оригинальный текст (укр.)Я не давала волі своїй журбі і своєму песимізму. Я по натурі не песиміст, але в тих умовах можна здуріти. Та я кожного разу мобілізовувала себе на прогулянку, на роботу, на молитву. Я вірю, що молитва і звертання до Бога допомогли мені вибути ту страшну неволю.
В конце 1985 года вернулась из ссылки, вновь жила в Киеве. Была одним из руководителей Украинского Хельсинкского союза, созданного 7 июля 1988 года на основе УХГ. В июне 1990 года был создан Украинский комитет «Хельсинки-90».
Скончалась 2 января 1991 года. Похоронена в могиле матери, на Байковом кладбище в Киеве. В 1995 году на средства, собранные общественностью, на могиле было установлено два каменных «казацких» креста.

## Награды
Орден «За мужество» I ст. (8 ноября 2006 года) — за гражданское мужество, самоотверженность в борьбе за утверждение идеалов свободы и демократии и по случаю 30-й годовщины основания Украинской общественной группы содействия выполнению Хельсинкских соглашений (посмертно).
Именем Оксаны Мешко названа школа І-ІІІ ст. в её родном селе Старые Санжары.

## Творческое наследие
- Between death and life. By Oksana Meshko. Translated from Ukainian by George Moshinsky. N.Y.: Women’s Association for the Defense of Four Freedoms for Ukraine, 1981, 176 p. (англ.)
- Оксана Мешко. Між смертю і життям. — К.: НВП «Ява», 1991. — 90 стр.
- Оксана Мешко, Василь Скрипка. Свідчу. — К.: Українська республіканська партія, 1996. — 55 стр.